# Slim John
Slim John est une série télévisée britannique en 26 épisodes de quatorze minutes, en noir et blanc, créée par John Wiles et Brian Hayles en 1969. En France, cette série a été diffusée au début des années 1970 par l'OFRATEME (Office français des techniques modernes d'éducation).
Elle succède à la série Walter and Connie.

## Synopsis
Cette série raconte une conspiration impliquant des robots androïdes venant de l'espace pour envahir la Terre, à commencer par Londres. Les robots agissent sous les ordres d'une autorité appelée Control. Robot 5, surnommé Slim John, est lui-même un robot rebelle à la force surhumaine qui se lie d'amitié avec un couple humain, Stevie et Richard. L'intrigue est centrée sur les tentatives des autres robots de l'éliminer et aussi sur le fait que les robots, y compris Slim John, n'ont qu'une quantité d'énergie limitée et doivent se recharger régulièrement.

## Distribution
- Simon Williams : Slim John[2]
- Allan Lee : Richard
- Juliet Harmer : Stevie
- Valentine Dyall : Dr Brain
- Bruno Barnabe : Miller
- Liz Reber : Zero

## Épisodes
1. Titre français inconnu (The man in the cupboard)
2. Titre français inconnu (Where is Robot Five?)
3. Titre français inconnu (Is he in London?)
4. Titre français inconnu (Orders from Control)
5. Titre français inconnu (Catch that robot!)
6. Titre français inconnu (Find the house!)
7. Titre français inconnu (Robot Five is dangerous)
8. Titre français inconnu (The shop in Park Street)
9. Titre français inconnu (There were some men in the shop)
10. Titre français inconnu (We're going away)
11. Titre français inconnu (Out of London)
12. Titre français inconnu (We need to sleep)
13. Titre français inconnu (I want my car)
14. Titre français inconnu (The village)
15. Titre français inconnu (There's no one in the car)
16. Titre français inconnu (The airfield)
17. Titre français inconnu (Don't let him escape!)
18. Titre français inconnu (The hospital)
19. Titre français inconnu (Copies of Robot Five)
20. Titre français inconnu (The football match)
21. Titre français inconnu (Back to headquarters)
22. Titre français inconnu (Ready for the meeting)
23. Titre français inconnu (It's late)
24. Titre français inconnu (Control is coming)
25. Titre français inconnu (Our plan must work)
26. Titre français inconnu (The last day)

## Commentaires
Cette série était en fait une méthode d'apprentissage de la langue anglaise destinée à la diffusion à l'étranger. 
Diffusée sur la télévision française en matinée par l'OFRATEME (Office français des techniques modernes d'éducation), le programme était accompagné de livres et de cours enregistrés. 
La série fut diffusée à travers le monde (Finlande, France, Allemagne, Italie, Suède, Chypre…) et même dans le bloc de l'Est (Hongrie et Pologne). La qualité de la série, notamment de ses histoires, provient notamment de l'implication de scénaristes venant de la série Doctor Who, John Wiles et Brian Hayles, qui fournissaient des histoires passionnantes et distrayantes.